# تروور پرز
تروور پرز (به انگلیسی: Trevor Peres) نوازنده هوی متال آمریکائی است که بیشتر به عنوان گیتاریست، ترانه سرا و یکی از اعضای مؤسس گروه دث متال آبیچوآری شناخته می شود.